# Joel Perovuo
Joel Perovuo (Helsínquia, 11 de agosto de 1985) é um futebolista finlandês.